# Polonia (czasopismo)

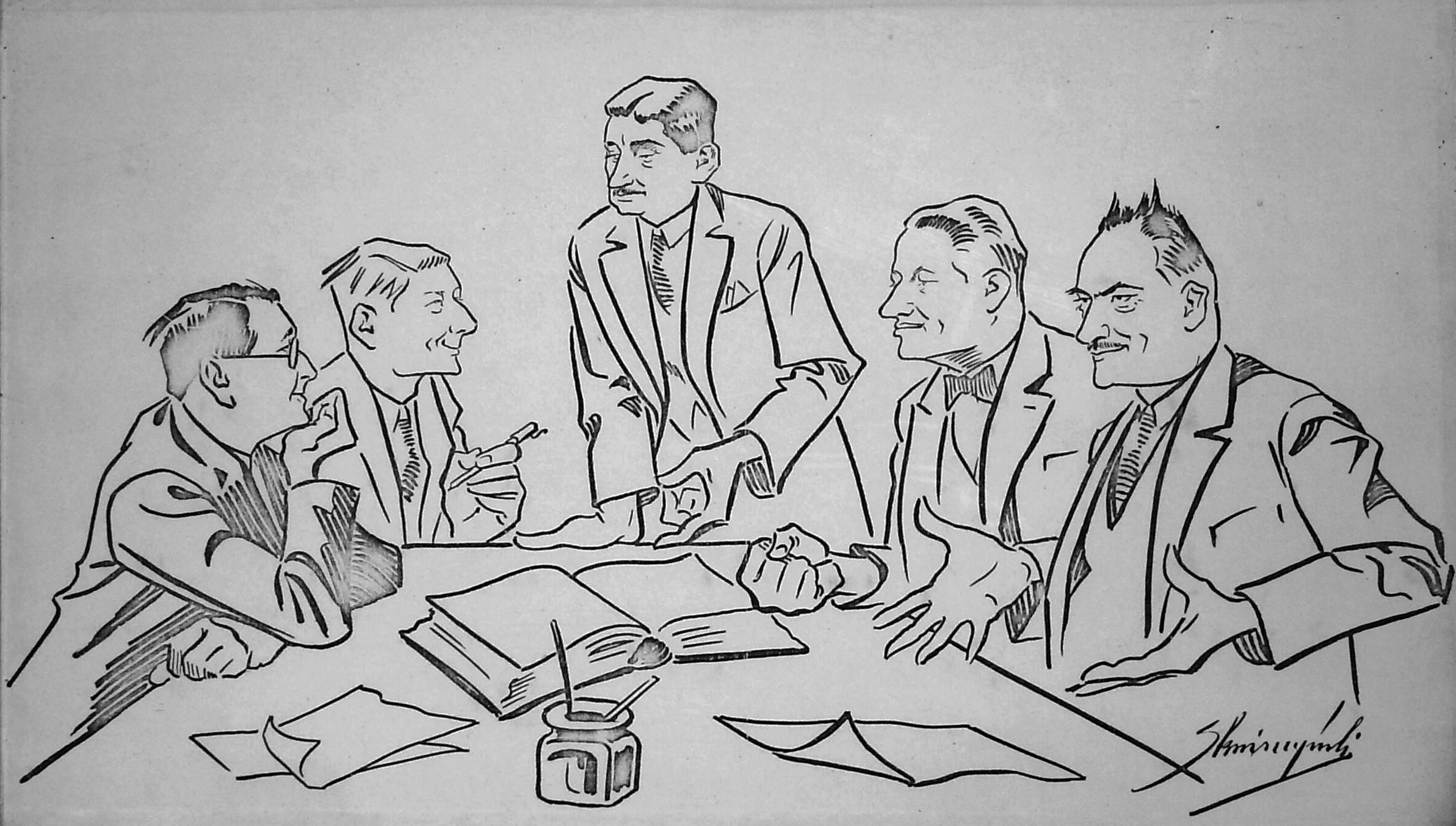
Warszawa, Sejm RP, maj 1931. Dziennikarze „Polonii” Jan Tabaczyński i Kazimierz Bobiński (pierwszy i drugi od lewej) w rozmowie z posłami Polskiego Stronnictwa Chrześcijańskiej Demokracji − dr. Władysławem Tempką (trzeci od lewej), Pawłem Kopoczem (czwarty od lewej) i Stanisławem Krzyżowskim (piąty od lewej). Karykatura narysowana przez Zygmunta Skwirczyńskiego

Polonia − dziennik wydawany przez Wojciecha Korfantego w latach 1924–1939 w Katowicach.

## Historia
Założycielem gazety był przywódca narodowy Górnego Śląska Wojciech Korfanty. Pierwszy numer dziennika ukazał się 27 września 1924 roku. Siedziba koncernu wydawniczego znajdowała się w Katowicach na ul. Sobieskiego pod nr. 11. Wydawnictwo posiadło delegatury w Warszawie i Sosnowcu.
Z pismem współpracowali m.in.: Władysław Zabawski (faktyczne zarządzanie redakcją), Kilian Bytomski, Kazimierz Bobiński, August Pustelnik, Bolesław Palędzki, Jan Smotrycki, Stanisław Sopicki, Bogdan Lekszycki, Jan Tabaczyński, ks. Zygmunt Kaczyński, Karol Ludwik Koniński, Tadeusz Kiełpiński, Aleksander Ładoś, Wacław Madejski, Gustaw Morcinek, ks. Józef Panaś, Irena Pannenkowa, gen. Władysław Sikorski, prof. Stanisław Stroński, Ryszard Świętochowski, Włodzimierz Dąbrowski (teksty o autonomii), Stanisław Nogaj, Stanisław Janicki, Leon Fall, Bolesław Surówka (pod pseudonimem Niejaki X), Stanisław Krzyżowski. Karykatury i rysunki tworzył Franciszek Struzik.
Artykuły „Polonii” dotykały tematów takich jak: polityka, również międzynarodowa, gospodarka, handel, szkolnictwo. Redaktorzy prezentowali wydarzenia z regionu, z obszaru Górnego Śląska. Stali korespondenci rezydowali w Wiedniu, Paryżu, Londynie i Gdańsku. Zajmowano się problemem bezrobocia. W każdym numerze znajdowały się informacje ze świata sportu, kultury oraz reklamy. „Polonia” była jednym z najtańszych dzienników. W 1929 nakład wynosił 22 tys. egzemplarzy.
Z pismem ukazywały się też dodatki tematyczne, takie jak: „Przyjaciel Rodziny”, „Dodatek Literacki”, „Sprawy Kobiece”.
Po przewrocie majowym w 1926 roku, gdy wojewodą śląskim został Michał Grażyński, konkurencyjną gazetą dla „Polonii” stała się sanacyjna „Polska Zachodnia”. Zaczęto prowadzić rozmaite akcje przeciwko wydawnictwom Korfantego. W nocy z 19 na 20 lipca 1926 roku miał miejsce nieudany zamach bombowy na oddział „Polonii” przy ul. Warszawskiej w Katowicach (9 października tego roku Sąd Okręgowy skazał oskarżonych za to przestępstwo na kary więzienia). 24 października 1926 roku zraniony został podczas katowickiego wiecu przedwyborczego Polskiego Zjednoczenia Stronnictw Chrześcijańskich redaktor Bolesław Palędzki. Z kolei 28 marca 1928 roku na ul Gliwickiej w Katowicach pobity został do nieprzytomności redaktor Władysław Zabawski. Następowały konfiskaty „Polonii”, oraz zakupionej przez Korfantego „Rzeczypospolitej”.
Ostatni 5343. numer wydany został z datą 1 września 1939 roku.

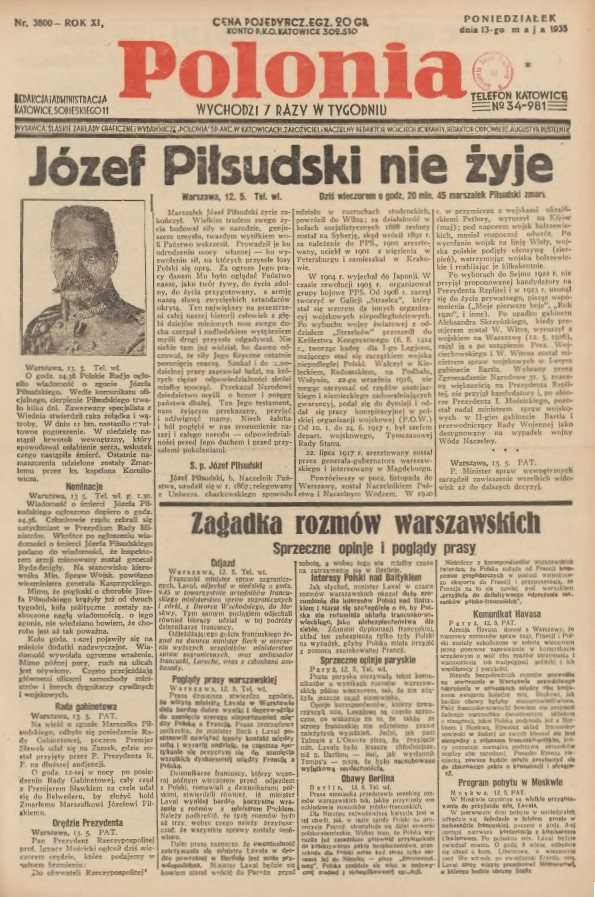
Wydanie z 13 maja 1935 r.
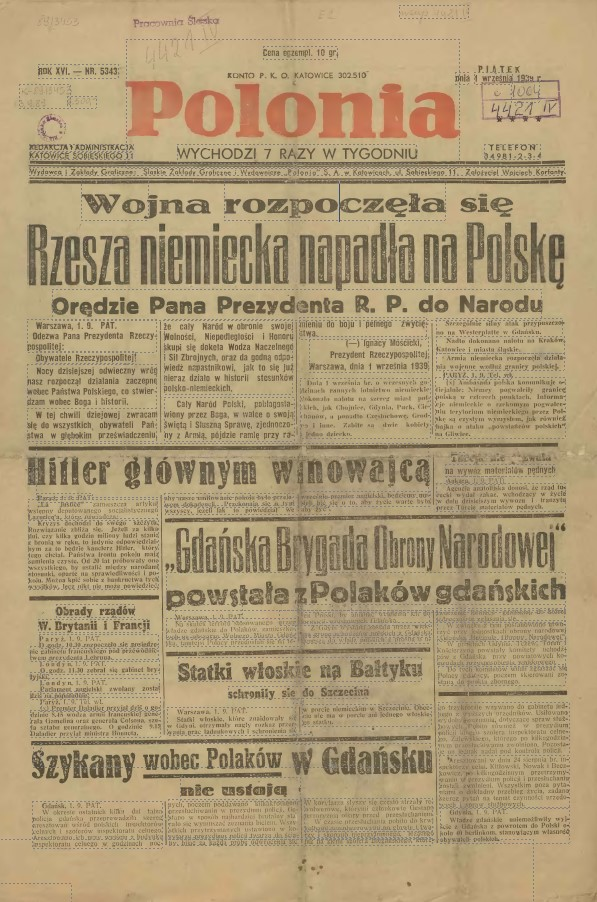
Wydanie z 1 września 1939 r.